# Incidente ferroviario di Otłoczyn
L'incidente ferroviario di Otłoczyn (in polacco Katastrofa kolejowa pod Otłoczynem) fu uno scontro di treni avvenuto il 19 agosto 1980 nei pressi del villaggio di Otłoczyn, nel Voivodato della Cuiavia-Pomerania, nella Polonia settentrionale. Un treno merci si scontrò con un treno passeggeri alle ore 4:30 sulla tratta Toruń Główny-Otłoczyn, al km 99+312 della ferrovia Kutno-Piła. Nell'impatto morirono 65 persone e 64 furono ferite; di queste ultime, due morirono successivamente. Fu il più grande incidente nella storia della Polonia dopo la seconda guerra mondiale.

## Dinamica dei fatti
Il 19 agosto il macchinista Gerard Przyjemski si presentò nell'impianto di Torun Glowny alle ore 3:20 per effettuare il treno n. 5130 per Lodz Kaliska in partenza alle ore 3:37 ma il suo treno venne ritardato allo scopo di attendere l'arrivo di un treno in ritardo proveniente dalla colonia marina di Kolobrzeg. Una volta giunto quest'ultimo nella stazione avvenne il trasferimento dei passeggeri tra i due treni e vennero agganciate in coda due carrozze a cuccette piene di ragazzi. Alle 4:18 venne dato l'ordine di partenza e il treno lasciò la stazione di Torun Glowny. Il 5130 era trainato dalla locomotiva Diesel PKP SP 45.160 del deposito di Torun Glowny e composto di 7 carrozze passeggeri delle quali cinque con posti a sedere alle quali si aggiungevano le due cuccette in coda. Il treno raggiunse la velocità di circa 85 km/h.
Alle 4:28 il 5130 transitò dal posto di blocco di Brzoza Torunska; mentre il treno transitava l'agente di controllo ricevette una telefonata dalla cabina centrale di controllo di Otloczyn che lo informava che il treno merci n. 11599 era partito senza alcuna autorizzazione dal binario in cui si trovava e si era immesso nella linea in cui procedeva il viaggiatori verso Broza Torunska. L'agente inorridito lo informò che il treno era già passato e che sarebbe successo uno scontro. Alle 4:30 il macchinista Przejemiski vide il treno contro di lui e azionò la frenatura di emergenza gettandosi poi a terra nel corridoio laterale del vano motori della locomotiva. Il treno merci viaggiava a 33 km/h ma lo scontro fu inevitabile.
Il macchinista Przejemski rimase in vita pur se invalido per sempre, ma il suo secondo di macchina, i due macchinisti del merci e 64 persone persero la vita. 64 rimasero ferite.

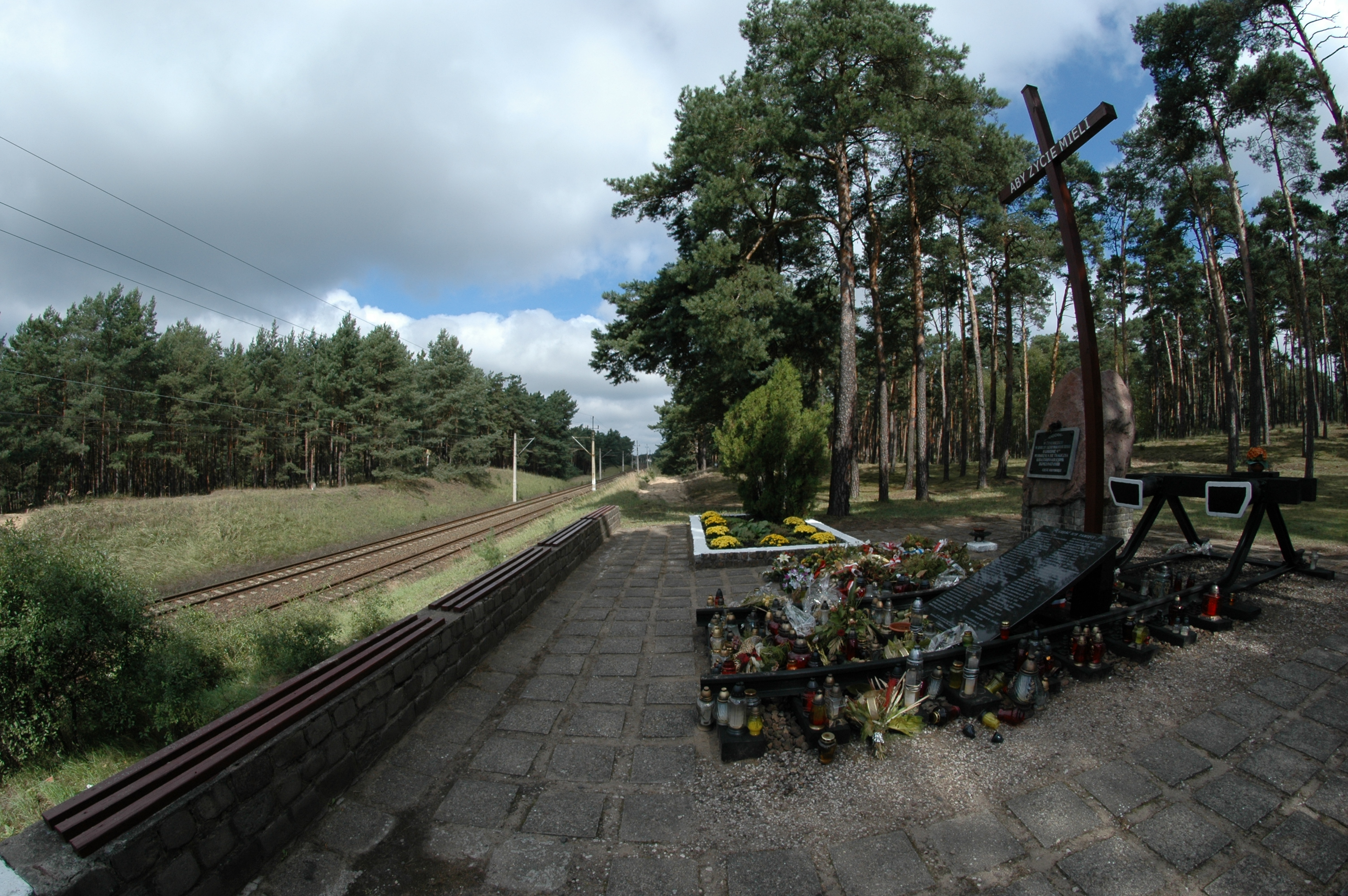
Monumento in ricordo del grave disastro

## Dati sull'incidente
Entrambi i treni non erano dotati di radiotelefoni.
I due veicoli si scontrarono alle 4:30. Il treno merci procedeva alla velocità di 33 km/h, quello passeggeri a 85 km/h.

## Le vittime
Nello scontro persero la vita 67 persone tra personale ferroviario e passeggeri.

### Lista delle vittime
| - Alicja Bekier, di anni 18, da Łódź - Lucyna Bętkowska, di anni 25 da Ustronie Morskie - Anna Białas, di anni 17 da Sobota - Marek Białas, di anni 20 da Sobota - Cecylia Chełkowska, di anni 72 da Toruń - Ryszard Durys, di anni 28 da Międzyborze - Marek Frąckiewicz, di anni 28 da Włocławek - Barbara Gasis, di anni 33 da Włocławek - Agnieszka Gasis, di anni 7 da Włocławek - Adam Gniterak, di anni 33 da Biskupiec Pomorski - Marzenna Golis, di anni 17 da Antoniew - Anna Gluba da Łódź - Irena Gluba da Łódź - Tomasz Gluba da Łódź - Marianna Głowacka, di anni 68 da Szczecinek - Józef Głowiński, da Toruń - Barbara Grad, di anni 22 da Jędrzejów - Danuta Grochocka, di anni 17 da Wałcz - Wiesław Hajdukiewicz, di anni 19 da Jędrzejewo - Ludmiła Janiak, di anni 40 da Kępice - Andrzej Klisiewicz, di anni 22 da Chrostowa - Tadeusz Kociak, di anni 15 da Aleksandrów Łódzki - Anastazja Kowalska, di anni 63 da Sitno - Jadwiga Kowalska, di anni 55 da Grabie - Wojciech Kula, di anni 33 da Piła - Czesław Maciejewski, di anni 54 da Bełchatów - Iwona Mańkowska, di anni 16 da Łódź - Janina Markiel, di anni 56 da Włocławek - Marian Markiel, di anni 55 da Włocławek - Józef Matusiak, di anni 45 da Topólka - Barbara Matusiak, di anni 42 da Topólka - Jadwiga Matuszewska, di anni 41 da Łódź - Wanda Murawska, di anni 39 da Toruń - Sławomira Mysłowska, di anni 21 da Rakowo-Łobez | - Bożena Niewinna, di anni 17 da Rzeczyca - Elżbieta Postek, di anni 80 da Wrocław - Henryk Pisalski, di anni 67 da Łódź - Anna Przybylak, di anni 25 da Częstochowa - Paweł Pułko, di anni 23 da Łódź - Elżbieta Raniszewska, di anni 18 da Grabie - Halina Reszka, di anni 39 da Łódź - Jadwiga Rożniatowska, di anni 21 da Zachełmże - Bogumiła Sikorska, di anni 42 da Toruń - Jerzy Sikorski, di anni 43 da Toruń - Leszek Sikorski, di anni 17 da Toruń - Ireneusz Sikorski, di anni 13 da Toruń - Janusz Starościak, di anni 23 da Wałcz - Stanisława Stola, di anni 36 da Łódź - Wacława Święciak, di anni 48 da Bełchatów - Danuta Święciak, di anni 12 da Bełchatów - Violetta Świętlicka, di anni 15 da Włocławek - Wiesław Świętlicki, di anni 18 da Czarnowęsy - Maria Tybura, di anni 17 da Rzeczyca - Janusz Wagner, di anni 24 da Bydgoszcz - Janina Worach, di anni 43 da Łódź - Józef Worach, di anni 44 da Łódź - Bogdan Worach, di anni 12 da Łódź - Marianna Woźniak, di anni 60 da Karlino - Cecylia Wrzesińska, di anni 50 da Łódź - Czesław Zadroga, di anni 19 da Wykrot - Józef Zieliński, di anni 54 da Łódź - Grzegorz Zieliński, di anni 29 da Bydgoszcz - Wiesław Żbikowski, di anni 24 da Osiek - Andrzej Bogusz, di anni 23 da Chojnice - Józef Głowiński, di anni 28 da Toruń - Mieczysław Roschek, di anni 43 da Chojnice - Henryk Różański, di anni 54 da Sierpc |

Rimasero ferite 64 persone in maniera più o meno grave.

## L'inchiesta
Vennero nominate due commissioni d'inchiesta, una delle ferrovie di stato polacche (PKP) e una governativa. 

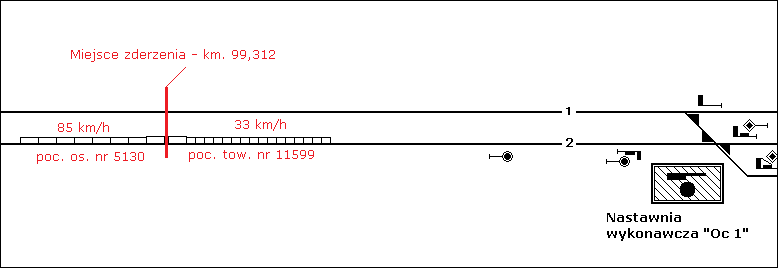
Schema dell'incidente

Le indagini appurarono che il macchinista del treno merci, Miroslaw Roschek, era in servizio da 24 ore. Alle ore 2:10 aveva rilevato la locomotiva PKP ST 44.618 e si era attestato al treno di carri di carbone posto nel fascio merci di Otloczyn per formare il treno n. 11599. Dopo circa due ore di attesa, alle 4:22 partì nonostante il segnale fosse disposto a via impedita (rosso). Giunto allo scambio inglese disposto correttamente per il transito del treno viaggiatori lo tallonò; i carri passarono senza deragliare. L'agente della cabina di controllo si accorse della indebita partenza del treno 11599 e che si era immesso in direzione Torun ma nel binario sbagliato, controsenso di marcia; telefonò allora al posto di blocco di Broza Torunska. Il tempo limitatissimo per avvisarlo non fu sufficiente perché il treno viaggiatori 5130 era appena transitato e non era più possibile arrestarlo con i segnali. 
Ciò che le inchieste non riuscirono ad accertare fu il perché, dopo due ore di attesa, il macchinista Roschek avesse deciso di partire. Si suppose che a causa della stanchezza e del sonno avesse scambiato il colore rosso per un giallo. Non era però possibile spiegare come mai avesse imboccato e percorso il binario in senso contrario a quello normale in quanto tale fatto implicava una autorizzazione scritta. La presenza del secondo agente di macchina complicava ancor più tale spiegazione. 
L'inchiesta ufficiale conclusa il 20 ottobre 1980 appurò che tutto il personale responsabile del traffico aveva agito correttamente e che non era stato riscontrato alcun soggetto che avesse avuto problemi di alcool o droga; si giunse quindi all'archiviazione motivando l'incidente come dovuto a cattiva condotta dei macchinisti del treno merci. 
L'incidente non ha mai avuto una vera spiegazione.